# Patriotas (Argélia)
Os Patriotes (“Patriotas”), por vezes denominados  « résistants » ou « milices populaires », foram unidades paramilitares de defesa civil organizadas por cidadãos voluntários vestidos com roupas civis e responsáveis por lutar ao lado das forças de segurança argelinas contra grupos armados islamistas em áreas difíceis ou inacessíveis para os militares durante a chamada « décennie noire » ("década negra") na Argélia.
O recrutamento de voluntários começou em 1994 sob o governo de Redha Malek (agosto de 1993 - abril de 1994), antigo membro da delegação da Frente de Libertação Nacional (FLN) durante os Acordos de Evian, feroz anti-islamista e uma das personalidades da tendência radical "clã dos erradicadores". A ideia de criar um "corpo paramilitar" seria lançada pública e oficialmente pelo Ministro do Interior, Coronel Salim Saadi durante um discurso realizado em Blida em 23 de março de 1994, evocando o estabelecimento de uma "defesa civil". Porém seria o general Mohammed Touati que já em março de 1993 havia sugerido na revista do Exército El Djeich, “envolver a sociedade civil na luta antiterrorista” criando um “corpo paramilitar de autodefesa supervisionado por ex-mujahideen ou ex-soldados”, o mais célebre deles o grupo dos “patriotas” em Algérois, armado e comandado pelo antigo guerrilheiro da guerra de independência, o Comandante Azzedine.

## Efetivo em todo o território nacional
Os grupos dos “patriotas” e de “legítima defesa”, armados e equipados pelas autoridades, formaram-se em várias partes do país para colaborar com os serviços de segurança.
Mais de 80.000 “patriotas” foram recrutados entre 1994 e 1999 por um salário equivalente a três vezes o salário mínimo do país.

## Dissolução
A dissolução do corpo de "patriotas" começou após a entrada em vigor da lei de "concórdia civil" (julho de 1999) com a melhoria da situação de segurança e o decreto presidencial de "graça anistiante" para os islamistas em janeiro de 2000, a imprensa noticiou uma onda de desarmamento por “patriotas” que então tentaram se organizar lançando a Coordenação dos Patriotas Argelinos de Legítima Defesa (CPALD), que foi impedida de emergir pelas autoridades públicas.
Em 2005, apenas um número reduzido de 6.000 “patriotas” permaneciam em todo o país, ativos ao lado das unidades militares do Exército Nacional Popular (ANP) que operavam em certos locais onde persistiam alguns pequenos grupos terroristas. Alguns anos mais tarde, o Estado os ajudou a retomar sua atividade como agricultores, graças em especial ao Programa Nacional de Desenvolvimento Rural e Agrícola (PNDRA). Outros também foram integrados em empresas de segurança ou recrutados nos destacamentos da «garde communale» ou mesmo na Sonelgaz, na Algérienne des eaux ou na Direção das Florestas como agentes de segurança.

## Acusações
Entre 1995 e 1997, um grupo de "patriotas" liderados pelos presidentes das Assembleias Populares Comunitárias de Relizane, Djidioua e El Hamadna, teriam sido presos por realizar vários sequestros e eliminações físicas de pessoas suspeitas de atividades terroristas. Anos depois, foram descobertas valas comuns nas proximidades de Relizane, os corpos foram identificados, os autores condenados a penas pesadas e as famílias das vítimas foram indenizadas.